# شیرتوکو ۳۸۶۷
سیارک ۳۸۶۷ (به انگلیسی: 3867 Shiretoko، نامگذاری:1988HG) سه هزار و هشتصد و شصت و هفتمین سیارک کشف شده‌است که در ۱۶ آوریل ۱۹۸۸ کشف شد.
قدر مطلق سیارک برابر ۱۳٫۲۰ است.